# Годжа, София
София Го́джа (итал. Sofia Goggia; 15 ноября 1992) — итальянская горнолыжница, олимпийская чемпионка 2018 года в скоростном спуске, серебряный призёр чемпионата мира 2019 года в супергиганте, бронзовый призёр чемпионата мира 2017 года в гигантском слаломе, многократная победительница этапов Кубка мира. Наиболее успешно выступает в скоростных дисциплинах, 4 раза выигрывала зачёт Кубка мира в скоростном спуске.

## Карьера

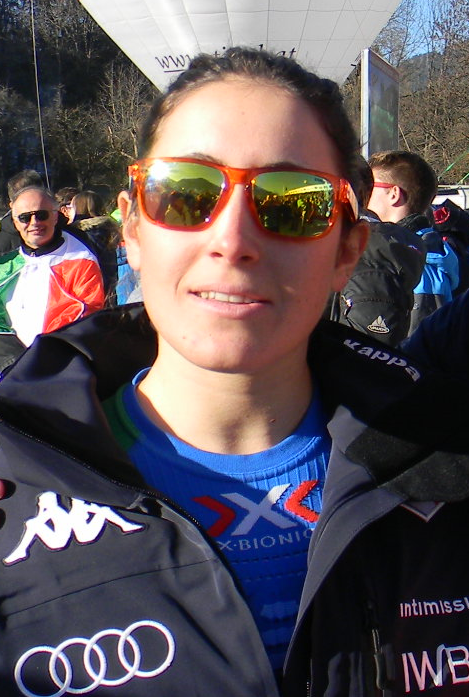
2015 год

В соревнованиях под эгидой FIS Годжа дебютировала в 2008 году. В конце 2011 года дебютировала в Кубке мира на этапе в Австрийском Линце, где заняла в гигантском слаломе 48-е место.
В 2013 году итальянку, которая имела лишь 4 гонки Кубка мира и не имела кубковых очков, включили в состав сборной на чемпионат мира в Шладминге. Там Годжа удачно выступила в супергиганте, заняв четвёртое место, всего в 0,05 сек от бронзового призёра Джулии Манкусо.
Прорывным сезоном в карьере итальянской горнолыжницы стал сезон 2016/17. В начале сезона в американском Киллингтоне она впервые поднялась на подиум этапа Кубка мира (заняв третье место в гигантском слаломе). До чемпионата мира 2017 года Годжа 9 раз попадала на подиум во всех дисциплинах кроме слалома, но побед на одерживала. На мировом первенстве София завоевала бронзу в гигантском слаломе и была близка к успеху в скоростном спуске, где допустила ошибку на нижней части трассы и стала только четвёртой.
На предолимпийских стартах в корейском Чунбоне итальянка наконец-то смогла победить, выиграв как скоростной спуск, так и супергигант. По итогам сезона итальянка замкнула тройку лучших в общем зачёте и вошла в десятку лучших во всех дисциплинах, в которых принимала участие.
На Олимпийских играх 2018 года 21 февраля Годжа выиграла золото в скоростном спуске, опередив на 0,09 сек норвежку Рагнхильд Мовинкель. София стала первой в истории итальянкой, победившей в скоростном спуске на Олимпийских играх. Ранее только три итальянки выигрывали олимпийское золото в горнолыжном спорте (Паолетта Магони, Дебора Компаньони и Даниэла Чеккарелли). По итогам сезона 2017/18 Годжа выиграла зачёт скоростного спуска в Кубке мира.
На чемпионате мира 2019 года в завоевала серебряную медаль в супергиганте, уступив только американке Микаэле Шиффрин. В скоростном спуске выступила неудачно, показав только 15-й результат.
В сезоне 2020/21 одержала три победы в скоростном спуске и одну победу в супергиганте на этапах Кубка мира. Победа в скоростном спуске в Кран-Монтане 22 января 2021 года стала для Годжи 10-й на этапах Кубка мира в карьере. 31 января 2021 года в Гармиш-Партенкирхене София получила травму колена, из-за которой была вынуждена досрочно завершить сезон 2020/21. Несмотря на досрочное завершение сезона заняла первое место в зачёте скоростного спуска в Кубке мира, а в общем зачёте стала девятой.

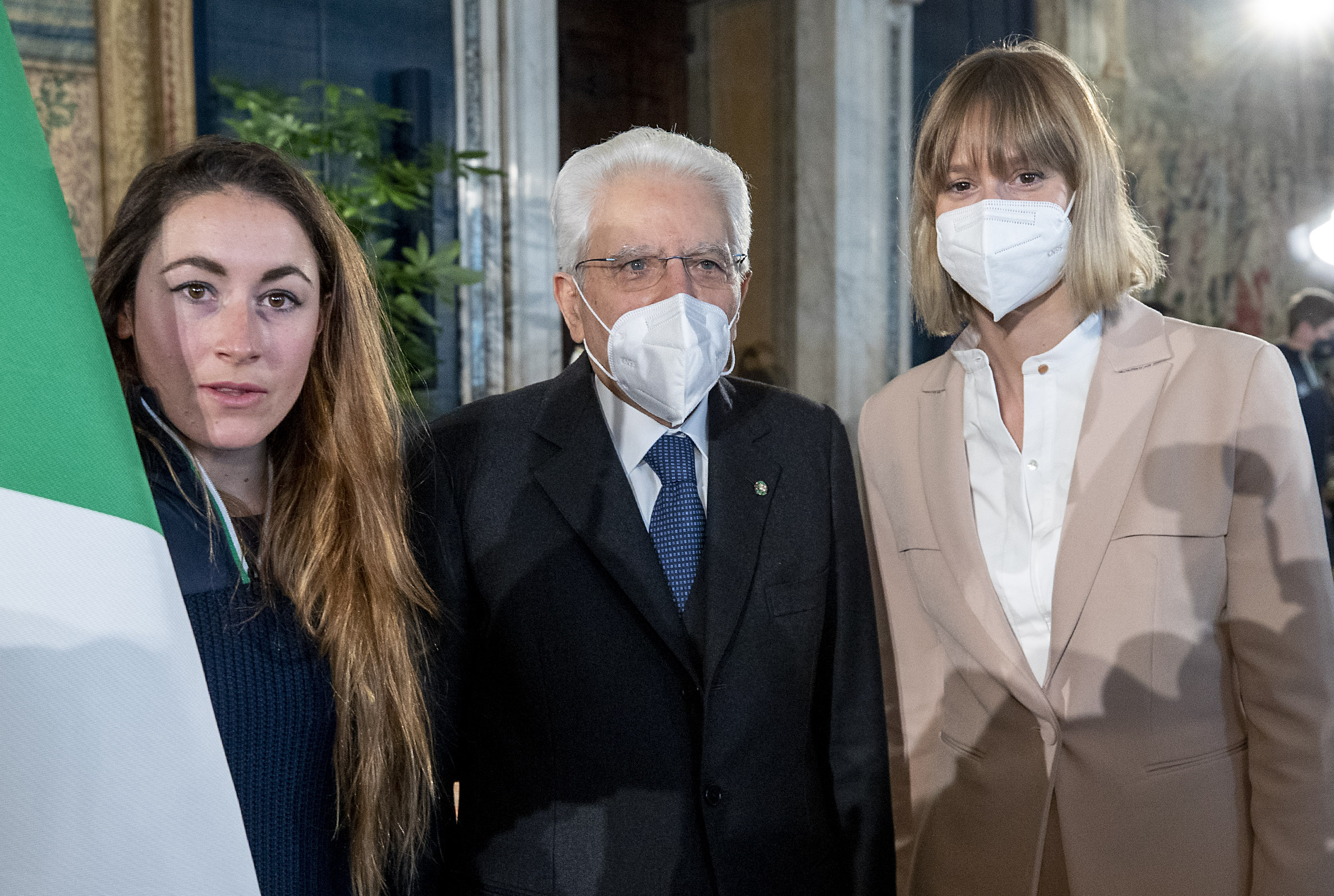
Годжа (слева) в декабре 2021 года

Восстановившись после травмы, в сезоне 2021/22 доминировала в скоростных дисциплинах в Кубке мира, выиграв 4 скоростных спуска и 2 супергиганта. Особенно итальянке удался этап в Лейк-Луизе в начале декабря, где она выиграла три старта за три дня. 22 января 2022 года победила на трассе скоростного спуска в Кортине-д’Ампеццо. На следующий день там же упала на трассе супергиганта и повредила левое колено. По предварительным данным у Годжи диагностирован надрыв крестообразной связки, которая была прооперирована ещё в 2013 году. Вопрос участия Годжи в Олимпийских играх 2022 года оставался открытым. В итоге сумела выступить на Олимпийских играх в скоростном спуске, где заняла второе место после Коринн Зутер.
В начале декабря 2022 года Годжа вновь блеснула на этапе Кубка мира в Лейк-Луизе, выиграв два скоростных спуска за два дня. Первая из этих побед была одержана в очень упорной борьбе — тройка призёров уложилась в 0,06 сек. По общему количеству побед в скоростном спуске на этапах Кубка мира Годжа вышла на первое место среди всех итальянок, опередив Изольде Костнер. 17 декабря Годжа выиграла скоростной спуск в Валь-Гардене, она стала 25-й в истории горнолыжницей, выигравшей не менее 20 этапов Кубка мира за карьеру. Годжа догнала Федерику Бриньоне, которая лидировала среди всех итальянок по количеству побед на этапах Кубка мира. В сезоне 2022/23 третий раз в карьере выиграла зачёт скоростного спуска в Кубке мира.
8 декабря 2023 года в Санкт-Морице впервые за два года выиграла супергигант на этапе Кубка мира, только Конни Хюттер проиграла Годже менее секунды. Сезон 2023/24 стал восьмым подряд, в котором Годжа выиграла как минимум один этап Кубка мира. 13 января 2024 года победила в скоростном спуске в Цаухензе, опередив на 0,10 сек Штефани Фенир. Годжа вышла на чистое 4-е место по победам в скоростном спуске (18), опередив Микелу Фиджини. Чаще выигрывали только Линдси Вонн (43), Аннемари Мозер-Прёль (36) и Рената Гётшль (24). Также впервые с 2021 года стала активно выступать в гигантском слаломе: уже к концу января Годжа пять раз попадала в топ-10 на этапах Кубка мира в этой дисциплине, столько же, сколько за последние 5 с лишним лет.

## Результаты на крупнейших соревнованиях

### Зимние Олимпийские игры
| Олимпийские игры | Скоростной спуск | Супергигант | Гигантский слалом | Слалом | Комбинация | Команды |
| ---------------- | ---------------- | ----------- | ----------------- | ------ | ---------- | ------- |
| 2018 Пхёнчхан    | 1                | 11          | 11                | —      | DNS1       | —       |
| 2022 Пекин       | 2                | —           | —                 | —      | —          | —       |

### Чемпионаты мира
| Чемпионат мира         | Скоростной спуск          | Супергигант               | Гигантский слалом         | Слалом                    | Комбинация                | Команды                   | Паралл. гигантский слалом |
| ---------------------- | ------------------------- | ------------------------- | ------------------------- | ------------------------- | ------------------------- | ------------------------- | ------------------------- |
| 2013 Шладминг          | 22                        | 4                         | —                         | —                         | 7                         | —                         | н/д                       |
| 2015 Вейл/Бивер-Крик   | не выступала              | не выступала              | не выступала              | не выступала              | не выступала              | не выступала              | не выступала              |
| 2017 Санкт-Мориц       | 4                         | 10                        | 3                         | —                         | DNF SL                    | —                         | н/д                       |
| 2019 Оре               | 15                        | 2                         | DNF2                      | —                         | —                         | —                         | н/д                       |
| 2021 Кортина-д’Ампеццо | не выступала из-за травмы | не выступала из-за травмы | не выступала из-за травмы | не выступала из-за травмы | не выступала из-за травмы | не выступала из-за травмы | не выступала из-за травмы |
| 2023 Мерибель          | DSQ                       | 11                        | —                         | —                         | DNS SL                    | —                         | —                         |
| 2025 Зальбах           | 16                        | 5                         | DNF1                      | —                         | —                         | —                         | н/д                       |

### Победы на этапах Кубка мира (26)
| №  | Сезон   | Дата        | Место             | Дисциплина            |
| -- | ------- | ----------- | ----------------- | --------------------- |
| 1  | 2016/17 | 4 мар 2017  | Чунбон            | Скоростной спуск      |
| 2  | 2016/17 | 5 мар 2017  | Чунбон            | Супергигант           |
| 3  | 2017/18 | 14 янв 2018 | Бад-Клайнкирххайм | Скоростной спуск (2)  |
| 4  | 2017/18 | 19 янв 2018 | Кортина-д’Ампеццо | Скоростной спуск (3)  |
| 5  | 2017/18 | 16 мар 2018 | Оре               | Супергигант (2)       |
| 6  | 2018/19 | 23 фев 2019 | Кран-Монтана      | Скоростной спуск (4)  |
| 7  | 2019/20 | 14 дек 2019 | Санкт-Мориц       | Супергигант (3)       |
| 8  | 2020/21 | 19 дек 2020 | Валь-д’Изер       | Скоростной спуск (5)  |
| 9  | 2020/21 | 9 янв 2021  | Санкт-Антон       | Скоростной спуск (6)  |
| 10 | 2020/21 | 22 янв 2021 | Кран-Монтана      | Скоростной спуск (7)  |
| 11 | 2020/21 | 23 янв 2021 | Кран-Монтана      | Скоростной спуск (8)  |
| 12 | 2021/22 | 3 дек 2021  | Лейк-Луиз         | Скоростной спуск (9)  |
| 13 | 2021/22 | 4 дек 2021  | Лейк-Луиз         | Скоростной спуск (10) |
| 14 | 2021/22 | 5 дек 2021  | Лейк-Луиз         | Супергигант (4)       |
| 15 | 2021/22 | 18 дек 2021 | Валь-д’Изер       | Скоростной спуск (11) |
| 16 | 2021/22 | 19 дек 2021 | Валь-д’Изер       | Супергигант (5)       |
| 17 | 2021/22 | 22 янв 2022 | Кортина-д’Ампеццо | Скоростной спуск (12) |
| 18 | 2022/23 | 2 дек 2022  | Лейк-Луиз         | Скоростной спуск (13) |
| 19 | 2022/23 | 3 дек 2022  | Лейк-Луиз         | Скоростной спуск (14) |
| 20 | 2022/23 | 17 дек 2022 | Валь-Гардена      | Скоростной спуск (15) |
| 21 | 2022/23 | 20 янв 2023 | Кортина-д’Ампеццо | Скоростной спуск (16) |
| 22 | 2022/23 | 26 фев 2023 | Кран-Монтана      | Скоростной спуск (17) |
| 23 | 2023/24 | 8 дек 2023  | Санкт-Мориц       | Супергигант (6)       |
| 24 | 2023/24 | 13 янв 2024 | Цаухензе          | Скоростной спуск (18) |
| 25 | 2024/25 | 15 дек 2024 | Бивер-Крик        | Супергигант (7)       |
| 26 | 2024/25 | 18 янв 2025 | Кортина-д’Ампеццо | Скоростной спуск (19) |